# Norman Dodgin
Norman Dodgin (Gateshead, 1º novembre 1921 – agosto 2000) è stato un allenatore di calcio e calciatore inglese, di ruolo difensore.

## Carriera

### Giocatore
Alla regolare ripresa dei campionati dopo la seconda guerra mondiale trascorre una stagione giocando nei dilettanti del Whitehall B.C.; nell'estate del 1947 viene tesserato dal Newcastle Utd, club della seconda divisione inglese, con cui nella stagione 1947-1948 all'età di 26 anni esordisce tra i professionisti. Trascorre complessivamente tre stagioni alle Magpies, le seconde due in prima divisione (dopo la promozione conquistata al termine della sua prima stagione nel club), per un totale di complessive 84 presenze ed una rete in partite di campionato con il club. Nei tre anni successivi gioca invece in terza divisione, prima per una stagione con il Reading e successivamente per due stagioni con il Northampton Town. Infine, dal 1953 al 1955 (anno in cui all'età di 34 anni si ritira) gioca per altre due stagioni sempre in questa categoria con la maglia dell'Exeter City, club di cui è contemporaneamente anche allenatore.

### Allenatore
Dopo il termine della sua carriera da calciatore rimane all'Exeter City per ulteriori due stagioni (entrambe disputate in terza divisione) solamente con il ruolo di allenatore; dopo una breve parentesi ai semiprofessionisti dello Yeovil Town, guida per una stagione il Barrow, sempre in terza divisione. Dal 1958 al 1960 è invece per due stagioni allenatore dell'Oldham Athletic, in quarta divisione.